# Strada principale 567
La strada principale 567 (H567; in tedesco Hauptstrasse 567; in francese route principale 567) è una delle strade principali della Svizzera.

## Percorso
La strada si diparte dalla H13 nella località di Splügen, e con un percorso tortuoso e acclive raggiunge il confine italiano al passo dello Spluga, oltre il quale prosegue come SS 36.